# Emmerson Boyce
Emmerson Orlando Boyce (Aylesbury, 24 settembre 1979) è un ex calciatore barbadiano, di ruolo difensore.

## Carriera

### Club
Boyce ha giocato per il Luton Town per 6 anni, finché il suo contratto non è scaduto. Si è quindi trasferito al Crystal Palace a luglio 2004, a parametro zero, in seguito ad un breve provino. Qui è stato utilizzato come terzino destro.
Il 1º agosto 2006, Boyce ha firmato un contratto quadriennale con il Wigan. Ha effettuato il suo debutto il 19 agosto 2006, nel match di campionato contro il Newcastle.L'11 marzo 2013,in occasione della vittoria del Wigan nella finale di Coppa d'Inghilterra,è diventato il primo capitano nella storia del club ad alzare un trofeo

### Nazionale
Nonostante sia nato in Inghilterra, i genitori barbadiani di Boyce gli hanno permesso di essere scelto da Barbados. Il 20 marzo 2008 ha giocato la sua prima partita in Nazionale, all'età di 28 anni. Il 26 marzo 2008 ha esordito nelle qualificazioni al campionato del mondo 2010, nella vittoria per 1-0 contro la Dominica.

## Statistiche

### Presenze e reti nei club
| Stagione              | Squadra               | Campionato            | Campionato | Campionato | Coppe nazionali | Coppe nazionali | Coppe nazionali | Coppe continentali | Coppe continentali | Coppe continentali | Altre coppe | Altre coppe | Altre coppe | Totale | Totale |
| Stagione              | Squadra               | Comp                  | Pres       | Reti       | Comp            | Pres            | Reti            | Comp               | Pres               | Reti               | Comp        | Pres        | Reti        | Pres   | Reti   |
| --------------------- | --------------------- | --------------------- | ---------- | ---------- | --------------- | --------------- | --------------- | ------------------ | ------------------ | ------------------ | ----------- | ----------- | ----------- | ------ | ------ |
| 1998-1999             | Luton Town            | SD                    | 1          | 0          | FACup+CdL       | 0+0             | 0               | -                  | -                  | -                  | FLT         | 1           | 0           | 2      | 0      |
| 1999-2000             | Luton Town            | SD                    | 30         | 1          | FACup+CdL       | 2+2             | 0               | -                  | -                  | -                  | FLT         | 1           | 0           | 35     | 1      |
| 2000-2001             | Luton Town            | SD                    | 42         | 3          | FACup+CdL       | 3+4             | 0               | -                  | -                  | -                  | FLT         | 0           | 0           | 49     | 3      |
| 2001-2002             | Luton Town            | TD                    | 37         | 0          | FACup+CdL       | 0+1             | 0               | -                  | -                  | -                  | FLT         | 0           | 0           | 38     | 0      |
| 2002-2003             | Luton Town            | TD                    | 34         | 0          | FACup+CdL       | 2+2             | 0               | -                  | -                  | -                  | FLT         | 1           | 0           | 39     | 0      |
| 2003-2004             | Luton Town            | SD                    | 42         | 4          | FACup+CdL       | 5+2             | 1+0             | -                  | -                  | -                  | FLT         | 0           | 0           | 49     | 5      |
| Totale Luton Town     | Totale Luton Town     | Totale Luton Town     | 186        | 8          |                 | 23              | 1               |                    | -                  | -                  |             | 3           | 0           | 212    | 9      |
| 2004-2005             | Crystal Palace        | PL                    | 27         | 0          | FACup+CdL       | 0+1             | 0               | -                  | -                  | -                  | -           | -           | -           | 28     | 0      |
| 2005-2006             | Crystal Palace        | FLC                   | 42+2       | 2+0        | FACup+CdL       | 3+2             | 0               | -                  | -                  | -                  | -           | -           | -           | 49     | 2      |
| Totale Crystal Palace | Totale Crystal Palace | Totale Crystal Palace | 69+2       | 2+0        |                 | 6               | 0               |                    | -                  | -                  |             | -           | -           | 77     | 2      |
| 2006-2007             | Wigan                 | PL                    | 34         | 0          | FACup+CdL       | 1+0             | 0               | -                  | -                  | -                  | -           | -           | -           | 35     | 0      |
| 2007-2008             | Wigan                 | PL                    | 25         | 0          | FACup+CdL       | 1+1             | 0               | -                  | -                  | -                  | -           | -           | -           | 27     | 0      |
| 2008-2009             | Wigan                 | PL                    | 27         | 1          | FACup+CdL       | 1+3             | 0               | -                  | -                  | -                  | -           | -           | -           | 31     | 1      |
| 2009-2010             | Wigan                 | PL                    | 24         | 3          | FACup+CdL       | 2+1             | 0               | -                  | -                  | -                  | -           | -           | -           | 27     | 3      |
| 2010-2011             | Wigan                 | PL                    | 22         | 0          | FACup+CdL       | 2+1             | 0               | -                  | -                  | -                  | -           | -           | -           | 25     | 0      |
| 2011-2012             | Wigan                 | PL                    | 26         | 3          | FACup+CdL       | 1+0             | 0               | -                  | -                  | -                  | -           | -           | -           | 27     | 3      |
| 2012-2013             | Wigan                 | PL                    | 36         | 4          | FACup+CdL       | 5+0             | 0               | -                  | -                  | -                  | -           | -           | -           | 41     | 4      |
| 2013-2014             | Wigan                 | FLC                   | 42+2       | 2+0        | FACup+CdL       | 6+1             | 0               | UEL                | 5                  | 0                  | CS          | 1           | 0           | 57     | 2      |
| 2014-2015             | Wigan                 | FLC                   | 27         | 0          | FACup+CdL       | 1+0             | 0               | -                  | -                  | -                  | -           | -           | -           | 28     | 0      |
| Totale Wigan          | Totale Wigan          | Totale Wigan          | 263+2      | 13+0       |                 | 27              | 0               |                    | 5                  | 0                  |             | 1           | 0           | 298    | 13     |
| 2015-2016             | Blackpool             | FL1                   | 26         | 0          | FACup+CdL       | 0+0             | 0               | -                  | -                  | -                  | FLT         | -           | -           | 26     | 0      |
| Totale carriera       | Totale carriera       | Totale carriera       | 548        | 23         |                 | 56              | 1               |                    | 5                  | 0                  |             | 4           | 0           | 613    | 24     |

### Cronologia presenze e reti in Nazionale
| Cronologia completa delle presenze e delle reti in nazionale ― Barbados | Cronologia completa delle presenze e delle reti in nazionale ― Barbados | Cronologia completa delle presenze e delle reti in nazionale ― Barbados | Cronologia completa delle presenze e delle reti in nazionale ― Barbados | Cronologia completa delle presenze e delle reti in nazionale ― Barbados | Cronologia completa delle presenze e delle reti in nazionale ― Barbados | Cronologia completa delle presenze e delle reti in nazionale ― Barbados | Cronologia completa delle presenze e delle reti in nazionale ― Barbados |
| Data                                                                    | Città                                                                   | In casa                                                                 | Risultato                                                               | Ospiti                                                                  | Competizione                                                            | Reti                                                                    | Note                                                                    |
| ----------------------------------------------------------------------- | ----------------------------------------------------------------------- | ----------------------------------------------------------------------- | ----------------------------------------------------------------------- | ----------------------------------------------------------------------- | ----------------------------------------------------------------------- | ----------------------------------------------------------------------- | ----------------------------------------------------------------------- |
| 26-3-2008                                                               | Bridgetown                                                              | Barbados                                                                | 1 – 0                                                                   | Dominica                                                                | Qual. Mondiali 2010                                                     | -                                                                       |                                                                         |
| 22-6-2008                                                               | Bridgetown                                                              | Barbados                                                                | 0 – 1                                                                   | Stati Uniti                                                             | Qual. Mondiali 2010                                                     | -                                                                       |                                                                         |
| 7-10-2011                                                               | Bridgetown                                                              | Barbados                                                                | 0 – 2                                                                   | Guyana                                                                  | Qual. Mondiali 2014                                                     | -                                                                       | cap.                                                                    |
| 11-10-2011                                                              | Port of Spain                                                           | Trinidad e Tobago                                                       | 4 – 0                                                                   | Barbados                                                                | Qual. Mondiali 2014                                                     | -                                                                       |                                                                         |
| 4-9-2014                                                                | Fort-de-France                                                          | Barbados                                                                | 1 – 1                                                                   | Suriname                                                                | Qual. Coppa dei Caraibi 2014                                            | -                                                                       |                                                                         |
| 6-9-2014                                                                | Fort-de-France                                                          | Martinica                                                               | 3 – 2                                                                   | Barbados                                                                | Qual. Coppa dei Caraibi 2014                                            | -                                                                       |                                                                         |
| 7-9-2014                                                                | Fort-de-France                                                          | Bonaire                                                                 | 1 – 4                                                                   | Barbados                                                                | Qual. Coppa dei Caraibi 2014                                            | 1                                                                       | 46’                                                                     |
| 26-3-2015                                                               | Charlotte Amalie                                                        | Isole Vergini Americane                                                 | 0 – 4                                                                   | Barbados                                                                | Qual. Mondiali 2018                                                     | -                                                                       | cap.                                                                    |
| 11-6-2015                                                               | Oranjestad                                                              | Aruba                                                                   | 0 – 2                                                                   | Barbados                                                                | Qual. Mondiali 2018                                                     | 2                                                                       | cap.                                                                    |
| 15-6-2015                                                               | Cave Hill                                                               | Barbados                                                                | 0 – 3                                                                   | Aruba                                                                   | Qual. Mondiali 2018                                                     | -                                                                       |                                                                         |
| 24-3-2016                                                               | Bridgetown                                                              | Barbados                                                                | 1 – 0                                                                   | Curaçao                                                                 | Qual. Coppa dei Caraibi 2017                                            | -                                                                       | cap.                                                                    |
| 29-3-2016                                                               | Santo Domingo                                                           | Rep. Dominicana                                                         | 2 – 0                                                                   | Barbados                                                                | Qual. Coppa dei Caraibi 2017                                            | -                                                                       | 76’                                                                     |
| Totale                                                                  |                                                                         | Presenze                                                                | 12                                                                      |                                                                         | Reti                                                                    | 3                                                                       |                                                                         |

## Palmarès

### Club

#### Competizioni Nazionali
- Coppa d'Inghilterra: 1

Wigan: 2012-2013